# الایراح
ال ایراه یک منطقهٔ مسکونی در یمن است که در استان صنعا واقع شده‌است.